# Reserva nacional Pizarro
La reserva nacional Pizarro o reserva nacional General Pizarro es un área natural protegida de carácter nacional ubicada en la provincia de Salta, en el noroeste de Argentina. Protege una de las últimas muestras de la continuidad forestal longitudinal en la cual el bosque chaqueño occidental va modificándose hasta terminar por convertirse hacia el oeste en la selva salteña. Es custodiada por la Administración de Parques Nacionales (APN) de Argentina.

## Características generales

### Ubicación
Esta área protegida se sitúa en el departamento de Anta, en el centro-este de la provincia de Salta. Su centro se encuentra en las coordenadas: 24°10′7.26″S 64°3′35.72″O / -24.1686833, -64.0599222. Su superficie es de 7837 hectáreas. Se ubica en las proximidades de la localidad de General Pizarro.
Sectores catastrales comprendidos
El área de reserva comprende el sector de la denominación lote 1, matrícula 16 126 (2211 ha) y la matrícula 16 128 (de 276 ha).
El área de parque nacional comprende el sector del lote 3, matrícula 16 133 (2017 ha) y el sector del lote 7, matrícula 16 407 (3333 ha).

### Etimología toponímica
Etimológicamente, su nombre es un epónimo que recuerda al general Ramón García de León y Pizarro, un militar español que fue nombrado gobernador de la intendencia de Salta del Tucumán, el segundo que obtuvo ese cargo.

### Logo
El logo del parque lo integra un oso melero o tamandúa (Tamandua tetradactyla) junto a flores del lapacho rosado (Handroanthus impetiginosus).

### Aspectos culturales
La región posee una tradición historia de explotación de manera extensiva, mediante la tala selectiva de sus esencias madereras más valiosas y ganadería bovina y caprina. Este tipo de economía, si bien generaba un daño ambiental importante, permitía que el bosque permaneciese en pie, conservando de este modo parte de su biodiversidad. Dos son las comunidades humanas que se desarrollan en la zona: los comúnmente denominados “criollos” (población que posee toda o parte de su ascendencia de españoles) y los wichí, un ancestral pueblo originario de indígenas americanos. 
Precisamente, en un sector de la misma vivían alrededor de 60 personas pertenecientes a la comunidad wichí “Eben Ezer” a quienes se les cedió una fracción del lote 1 en concepto de propiedad comunitaria. Su cultura se relaciona íntimamente con los recursos que le brinda el bosque.

### Características geográficas
Clima
En la clasificación de Papadakis, la reserva se está incluida en el área del clima semitropical continental una variante climática de los climas semitropicales caracterizada por una mayor acentuación de sus rasgos de continentalidad. 
Térmicamente es similar al clima tropical continental, pero se diferencia porque se producen heladas invernales (ocasionales), si bien las horas con temperaturas bajo cero son pocas, ya que la fuerte amplitud térmica en los días heladores (soleados) hace que ya a la tarde sea unos 20 °C superior a la nocturna. La temperatura estival es muy alta, con máximas absolutas que superan los 45 °C, siendo parte de la región en que se producen las temperaturas más elevadas de toda América del Sur.
Las precipitaciones anuales totalizan entre 550 y 700 mm (son mayores hacia el oeste), concentrándose casi exclusivamente durante el período cálido, desde octubre-noviembre hasta marzo-abril, siendo el invierno particularmente seco.

## Patrimonio biológico
Ecorregiones
Ecorregionalmente su superficie emergida pertenece a dos ecorregiones terrestres: el sector más oriental se incluye en la del chaco occidental mientras que la parte más serrana del oeste se adscribe a la de las yungas andinas australes en su tipo pedemontano. Entre ambas se encuentra un amplio ecotono transicional.
Las aguas de sus cursos fluviales y demás biotopos acuáticos se insertan en la ecorregión de agua dulce Chaco.
Riqueza florística
Inventarios preliminares ya identificaron cerca de 300 especies de vegetales superiores.
Dos son las secciones que integran la provincia fitogeográfica chaqueña representadas en esta reserva: el distrito fitogeográfico chaqueño serrano (en los sectores ondulados) y el chaqueño occidental (en las partes más planas).
En el bosque chaqueño destacan los quebrachos blanco y colorado santiagueño, los algarrobos, el itín, el yuchán y grandes cactáceas de los géneros Opuntia, Cereus y Trichocereus.
Hacia el oeste, con el aumento de las lluvias se presenta el distrito fitogeográfico de la selva pedemontana de la provincia fitogeográfica de las yungas.
Riqueza faunística

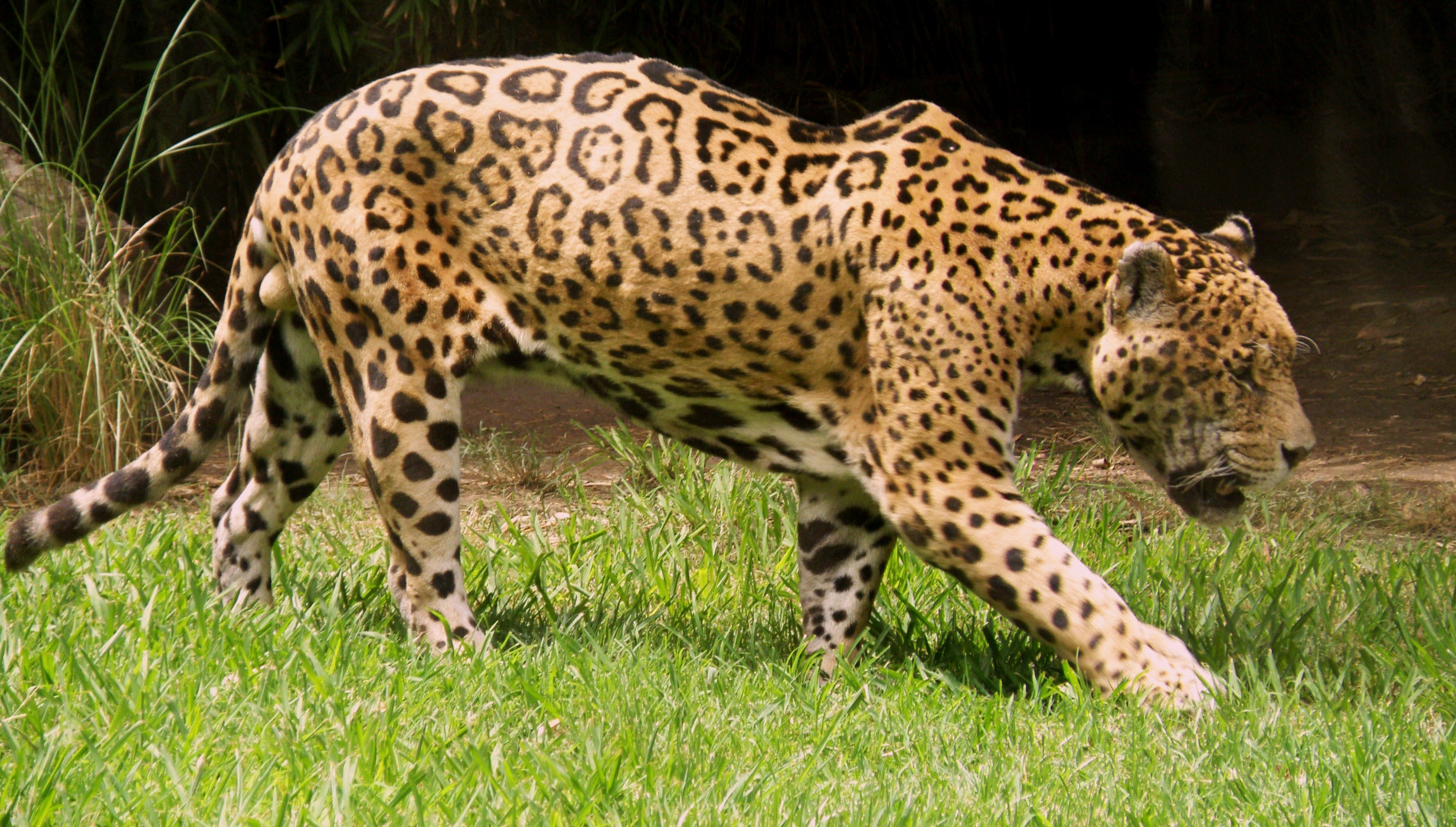
Yaguareté austral.

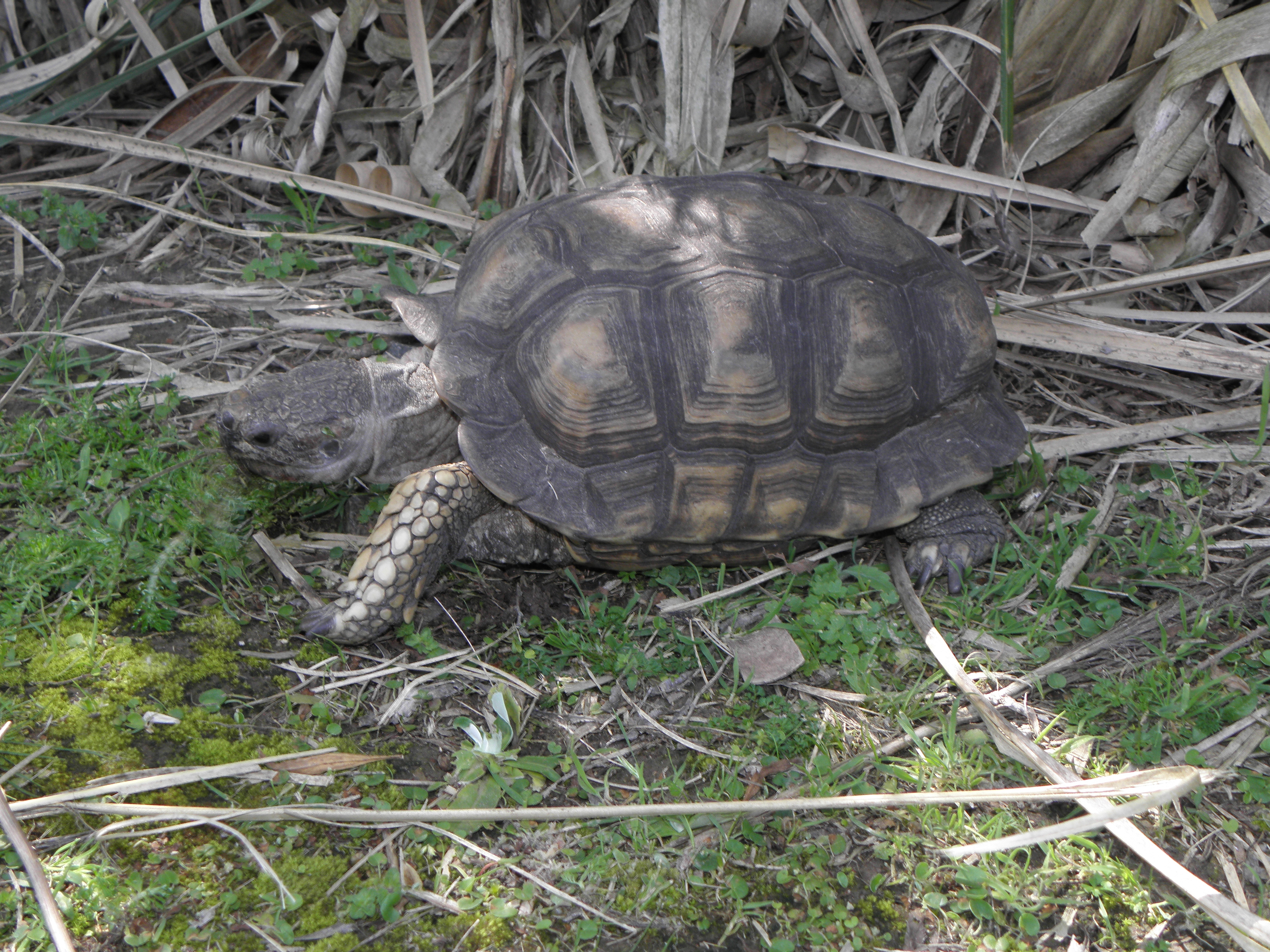
tortuga terrestre chaqueña.

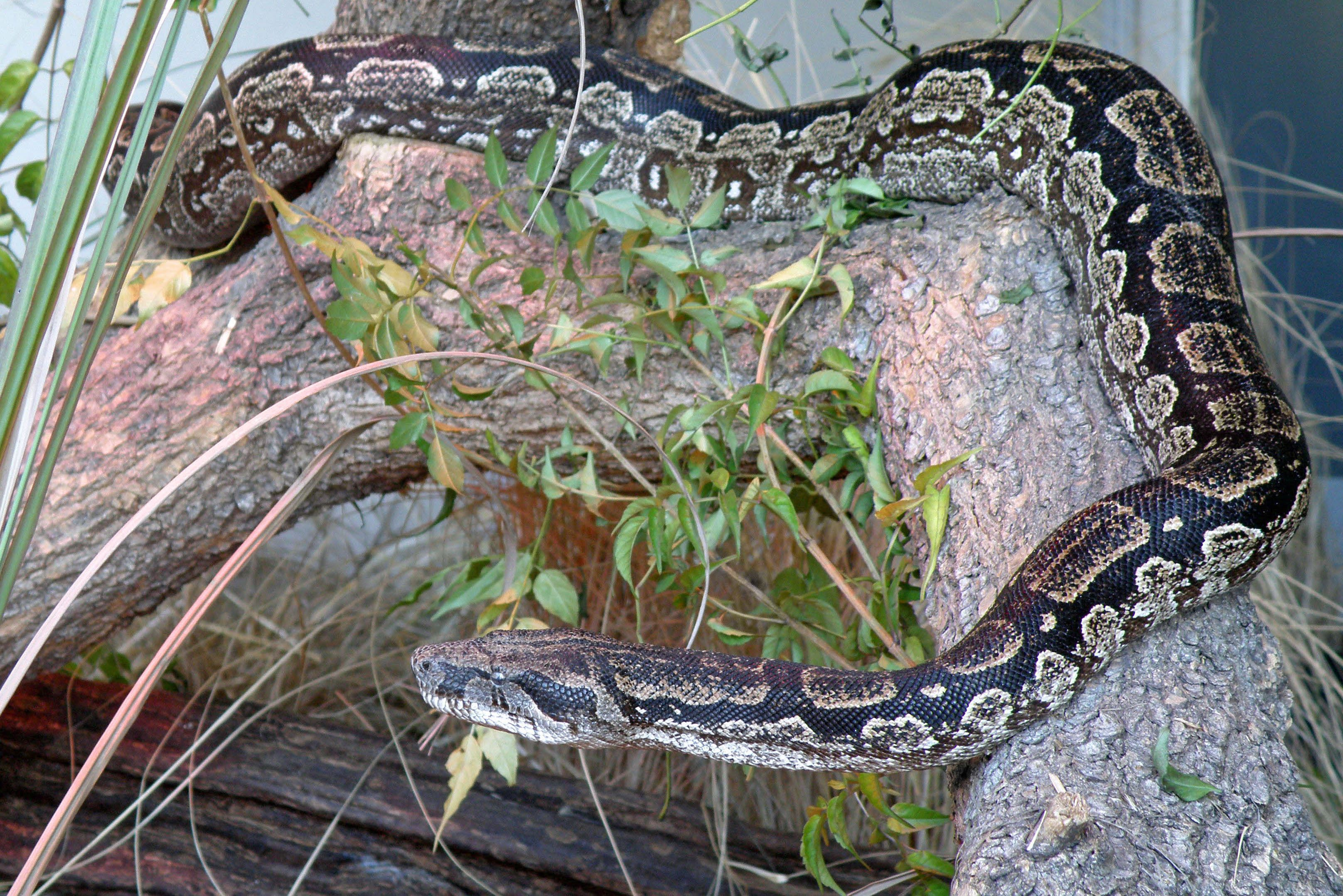
Boa de las vizcacheras o lampalagua.

Las prospecciones de su patrimonio faunístico ya han detectado la presencia de 55 especies de mamíferos, de 240 especies de aves, y de 70 especies de mariposas.
Entre los animales protegidos destacan el yaguareté, el pecarí quimelero, el tapir el oso hormiguero grande y el tatú carreta.

## Historia previa
La reserva natural provincial Lotes Fiscales 32 y 33 fue creada a fines de 1995 por decreto n.º 3397/1995 del gobernador de Salta. Se trató de un  área de conservación nominal de jurisdicción provincial que fue desafectada del elenco de reservas protegidas de Salta al haber sufrido intrusiones para explotar sus recursos naturales, en medio de un ciclo regional de intensa destrucción del bosque chaqueño por la expansión de la frontera agropecuaria, específicamente para ser reconvertido a monocultivos de soja, con la completa erradicación del primigenio ecosistema boscoso. La desafectación se produjo por medio de la sanción de la ley n.º 7274 sancionada el 17 de marzo de 2004 y promulgada por decreto n.º 809/2004 de 6 de abril de 2004 del gobernador Juan Carlos Romero.

Artículo 1º - Desaféctanse los Lotes Fiscales Nos. 32 y 33, ubicados en el departamento Anta, de la categoría de Area Natural Provincial Protegida, excepto la fracción ubicada al Oeste del pie de la ladera que da al naciente de la Serranía del Maíz Gordo, la que mantendrá el carácter de Area Natural Provincial Protegida.
 Art. 2º - El Poder Ejecutivo a través del Ministerio de la Producción y el Empleo en compensación, deberá afectar como Area Natural Provincial Protegida a los inmuebles identificados como Matrículas Nos. 4.325, 4.326, 4.336 remanentes, 19.866, 1.703 y 1.704, todos del departamento San Martín u otros inmuebles de superficie similar y de la misma zona a los efectos de no disminuir la superficie protegida del área chaqueña.
 Art. 3º - Previo reemplazo del área desafectada, autorízase al Poder Ejecutivo a vender mediante licitación pública, los inmuebles identificados con la siguiente nomenclatura catastral: Lote Fiscal Nº 32, Catastro Nº 8.373, General Pizarro, Anta, con una superficie de 5.298 has. 8.049 m2 y Lote Fiscal Nº 33, Catastro Nº 8.375, con una superficie de 20.028 has. 9.260 m2 de la misma localidad.
 Una superficie de 2.000 has. circundantes al ejido urbano de General Pizarro departamento Anta correspondiente al área desafectada, será destinada a la venta para pequeños emprendimientos productivos.
 Art. 4º - Exclúyese de la autorización de venta dispuesta en el artículo anterior, la Zona Oeste de los Lotes Fiscales Nos. 32 y 33, la superficie que corresponda al pueblo de General Pizarro y de la comunidad Wichi Eben Ezer, debiendo preverse una superficie para ampliación del pueblo como así también una superficie de uso para la comunidad indígena.

La reserva fue rematada el 23 de junio de 2004, comenzando luego los desmontes. Esta situación dio lugar a la movilización de diversas organizaciones, incluyendo a Greenpeace, que realizaron acciones directas y bloques para evitar los desmontes y la plantación de soja en la exreserva. El 29 de septiembre de 2005 el presidente Néstor Kirchner recibió a una delegación wichí acompañada de artistas y se comprometió a intervenir en el caso.

## Creación y legislación
La creación del área protegida nacional se originó en un acuerdo entre el Estado Nacional y el provincial firmado el 14 de octubre de 2005. Por el mismo la provincia de Salta acordó ceder a la nación su reserva, la cual estaba conformada por parte de los lotes 32 y 33. El 28 de diciembre de 2010 y mediante la sanción de la ley n.° 7654 (promulgada por decreto M.A. Y D.S. n.º 5312/2010 de 22 de diciembre de 2010) el Estado salteño transfirió a favor del Estado Nacional la jurisdicción de dicha reserva, paso previo para que pudiese iniciarse el trámite parlamentario nacional correspondiente.

Artículo 1º.- Cédase al Estado Nacional, a los fines de su afectación al régimen de la Ley Nº 22.351, la jurisdicción sobre los inmuebles rurales de propiedad de la Administración de Parques Nacionales identificados con las Matrículas Nos 16.133 y 16.126 del departamento Anta.
 Art. 2º.- Cédase al Estado Nacional, a los fines de su afectación al régimen de la Ley Nº 22.351, la jurisdicción y el dominio eminente sobre el inmueble rural identificado con la Matrícula Nº 16.407 del departamento Anta.
 Art. 3º.- Cédase al Estado Nacional, a los fines de su afectación al régimen de la Ley Nº 22.351, la jurisdicción y el dominio eminente sobre la fracción norte del inmueble rural identificado con la Matrícula Nº 16.128 del departamento Anta, individualizada en el croquis que como Anexo se incorpora a la presente y cuya superficie definitiva será determinada al momento de efectuarse la mensura correspondiente.
 Art. 4º.- Las cesiones que se autorizan en los artículos anteriores se efectúan con cargo a la creación de la Reserva Nacional Pizarro (...)

Al vencerse el plazo de 3 años sin ser creada la reserva nacional, el 21 de agosto de 2014 la Legislatura de Salta sancionó la ley n.º 7836, promulgada por decreto n.º 2723/2013 de 11 de septiembre de 2014, que dispuso: Prorrógase el plazo estipulado por el artículo 4° de la Ley 7.654 por tres (3) años.
En 2013 la ley n.° 27093 obtuvo media sanción de la cámara de senadores nacional. Finalmente fue aprobada en la cámara de diputados al ser votada afirmativamente, recibiendo sanción el 16 de diciembre de 2014 y fue promulgada el 21 de enero de 2015.

ARTÍCULO 1° — Acéptanse las cesiones efectuadas por la provincia de Salta al Estado nacional, mediante ley provincial 7.654, sobre los inmuebles rurales situados en el Departamento Anta, provincia de Salta, e identificados con las Matrículas Nros. 16.133, 16.126, 16.407 y 17.457, esta última Fracción Norte resultante de la mensura y subdivisión del inmueble rural anteriormente identificado con la Matrícula N° 16.128. Los mismos serán afectados al Régimen de la ley 22.351 de Parques Nacionales.
 ARTÍCULO 3° — Créase la Reserva Nacional Pizarro, que abarca la extensión territorial descripta en el artículo 1° en el Departamento de Anta de la provincia de Salta, la que a partir de la promulgación de la presente quedará sometida al régimen de la ley 22.351.

Según el acuerdo con Salta, el Estado Nacional debía comprar, por intermedio de la Administración de Parques Nacionales, 4238 hectáreas; además debía ceder 800 de ellas a la comunidad wichí local. Ambos compromisos fueron cumplidos a cabalidad. El área total suma 7837 hectáreas, conformado por los predios adquiridos por el Estado Nacional y los cedidos en dominio por la provincia de Salta.

## Administración
Por resolución n.º 126/2011 de la Administración de Parques Nacionales de 19 de mayo de 2011 se dispuso encuadrar para los fines administrativos a las áreas protegidas. La reserva nacional Pizarro entra en la categoría áreas protegidas de complejidad III, por lo cual tiene a su frente un intendente designado, del que dependen 4 departamentos (Administración; Obras y Mantenimiento; Guardaparques Nacionales; Conservación y Uso Público) y la división de Despacho y Mesa de Entradas, Salidas, y Notificaciones. La intendencia tiene su sede en la ciudad de San Ramón de la Nueva Orán, existiendo un centro operativo en la localidad de General Pizarro.

## Acceso y servicios
La reserva está ubicada en las proximidades del pueblo de General Pizarro, a solo 3 kilómetros en dirección norte por ruta provincial 5, carretera que secciona a la reserva en dos. La población pizarreña (de unos 4000 habitantes) tiene infraestructura básica de servicios y allí se encuentra el centro operativo de la reserva donde se brinda información al visitante, en la avenida 1.º de septiembre y pasaje Los Ceibos.
Por automóvil General Pizarro dista de la ciudad de Salta 272 km por excelente asfalto, primero por la Ruta Nacional 9 hasta Lumbreras y luego por la Ruta Provincial 5. La entrada es gratuita.
El área protegida en sí carece por completo de infraestructura receptiva para visitantes, por lo cual estos hacen base en la cercana localidad de General Pizarro, en la cual se ofrecen alojamientos familiares, y que cuenta con comedores con platos regionales, proveedurías, telefonía pública y un centro de salud. También hay destacamento policial, farmacia, venta de combustible, lubricentro, taller mecánico, establecimientos educacionales de nivel primario, secundario y para adultos, así como iglesias de diversos credos.
Si se busca mayores comodidades, a 26 km hacia el sur se cuenta con la ciudad de Apolinario Saravia, la que posee hoteles, restaurantes, estación de servicio y locutorios con internet.

### Atractivos para el visitante
La mejor temporada para visitar la reserva es entre abril y fines de noviembre; durante el resto del año las lluvias pueden cortas los caminos de tierra.
Una de las visitas posibles es a la comunidad wichi “Eben Ezer” (el nombre Eben Ezer es hebreo [ezer significaría "lugar" y even significaría "piedra", se considera entonces que significa Lugar de Piedra aunque se interpreta como «Piedra de ayuda»]) y se debe a que gran parte de las etnias chaqueñas tiene desde inicios de siglo XX un fuerte influjo de misiones reformistas anglicanas que como muchas denominaciones reformistas usan nombres veterotestamentarios)  la entrada se abre a 5 km al norte de Pizarro, para conocer sus tradiciones y costumbres, además de adquirir artesanías textiles y esculturas que realizan de las especies de la fauna chaqueña, las que están confeccionadas en distintas maderas locales.
A 7 km al norte del pueblo de Pizarro por RP 5, se abre el camino que lleva al “Punto Panorámico”, un mirador natural desde el cual se domina el bosque chaqueño bajo protección.
Desde la ciudad de general Pizarro parte hacia el oeste un camino de 12 km el cual permite el acceso al área turística del arroyo Las Tortugas y su “angosto”. Hacia el límite oeste del área protegida se encuentra otro atractivo turístico: el “chorro de las Perlas”.
Si se quiere combinar la visita al parque con alguna festividad local, una de las fechas relevantes es el 1° de septiembre, el día de la virgen patrona de General Pizarro, la Virgen de Los Remedios.